# St. Johannes der Täufer (Förrenbach)

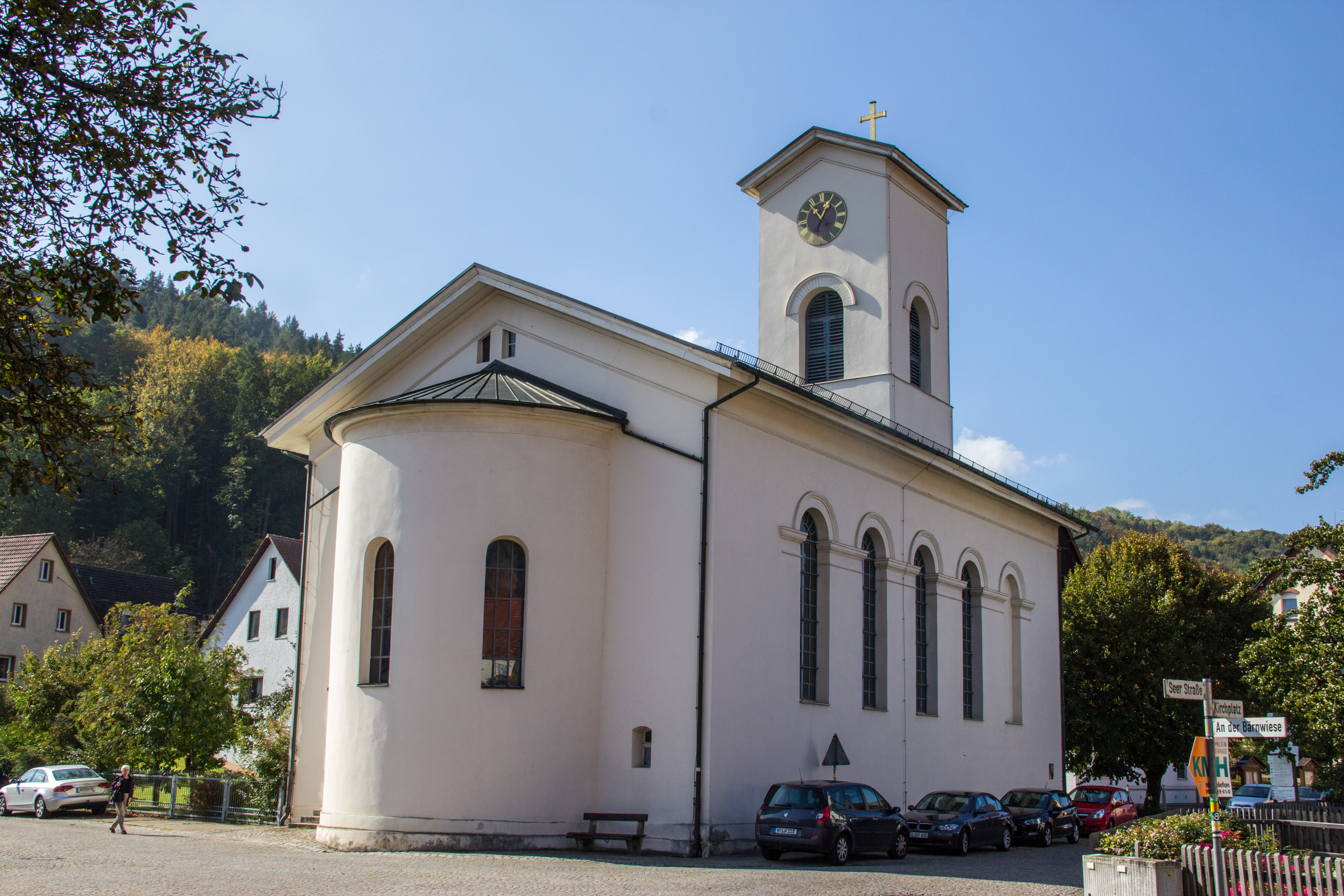
St. Johannes der Täufer (Förrenbach)

Die evangelische, denkmalgeschützte Pfarrkirche St. Johannes der Täufer, auch Ludwigskirche genannt, steht in Förrenbach, einem Gemeindeteil von Happurg im Landkreis Nürnberger Land (Mittelfranken, Bayern). Das Bauwerk ist unter der Denkmalnummer D-5-74-128-47 als Baudenkmal in der Bayerischen Denkmalliste eingetragen. Die Kirchengemeinde gehört zum Dekanat Hersbruck im Kirchenkreis Nürnberg der Evangelisch-Lutherischen Kirche in Bayern.

## Beschreibung
Die klassizistische Saalkirche wurde 1829 bis 1839 nach dem Entwurf eines Schülers von Leo von Klenze gebaut. An das mit einem Satteldach bedeckte Langhaus schließt sich im Osten ein halbkreisförmig geschlossener Chor an. Im Westen ist der ebenfalls mit einem Satteldach bedeckte Kirchturm, der den Glockenstuhl und die Turmuhr beherbergt, vollständig in das Langhaus eingestellt. Das Portal im Westen befindet sich in einer Ädikula. Der Innenraum hat Emporen an drei Seiten.